# Blue Selection
『Blue Selection』（ブルー・セレクション）は、井上陽水の3枚目のセルフカバー・アルバム。2002年11月20日に発売された。2019年6月26日には高音質のUHQCDで再発売された。

## 解説
1978年-2002年にかけて自身が発表した楽曲にジャズアレンジを施し、再録。セルフカバー・アルバムは1992年11月20日に発売された『ガイドのいない夜』以来10年ぶりとなる。先行シングルとして「飾りじゃないのよ涙は」が2002年10月23日に発売された。

## 収録曲
全編曲：井上陽水
1. 飾りじゃないのよ 涙は
2. 鍵の数
3. ダンスはうまく踊れない
4. 映画に行こう
5. カナリア
6. 嘘つきダイヤモンド
7. Final Love Song
キリンビバレッジ「爽聞茶」CMソング
8. ワカンナイ
9. 灰色の指先
10. 海へ来なさい
「NHKスペシャル こども・輝け いのち」テーマ曲
11. 最後のニュース